# ナイナイの迷探偵
『ナイナイの迷探偵』（ナイナイのめいたんてい）は、1999年12月21日にナムコ（後のバンダイナムコエンターテインメント）が発売したPlayStation用ゲームソフト。キャッチフレーズは『世界初 ツッコミゲー』。

## 解説
タイトルにもなっているナインティナインの他、吉本興業の実在の芸人をゲーム中に数多く登場させたアドベンチャーゲーム。
プレイヤーは矢部浩之を操作し、聞き込みや捜査を行いながら犯人を追う。吉本の各キャラクターの個性を存分に引き立たせ、本人等も声で出演している。所々にギャグ要素も盛り込まれている。前作『さんまの名探偵』とは違いコマンド式ではなく、相手に話し掛けることで物語が進み、前作同様のミニゲームや新しく岡村隆史の暴走に矢部が入れるツッコミのタイミングでセリフなどが変わる。ただし勝敗に関わらずゲームは進むため、半日で終わらせることも可能。他にも前作のBGMや『さんまの名探偵』に関するクイズなども用意されている。
ナインティナインは録音以外でほとんどゲームに関わっておらず、『オールナイトニッポン』にて告知するまで、どんな内容のゲームかすら知らなかった。本作のTVCMでは、岡村・矢部共にそれぞれ出演の映画『無問題』『メッセンジャー』の役名が名札に書かれているお遊びがあった。『めちゃイケ』で矢部が探偵のオファーをした回では、ゲームでの探偵モードと同じ色の帽子やコートを着た「オカレモン」が現れていた。
『さんまの名探偵』のようなシリアスな雰囲気が撤廃されており、ギャグのセンスについては「間」も「ニュアンス」もないため評判が悪い。ゲーム性の低いミニゲームなども評価を下げている。強いて言えばキャラクターはポリゴンで表現されているため、上手く表現されておりそこそこ本人達と似ている。

## 操作方法
マップ画面と捜査画面があり、捜査画面では矢部を操作し近くにいる人物、まわりの物を調べる。マップ画面で矢部のキャラクターを行きたい場所に移動させて○ボタンを押すとその場所での捜査が始まる。マップ画面は関東エリア、関西エリアが基準となり駅から新幹線で行き来しながら進める。ストーリーが進むに連れて別エリアも登場するが、自由に行き来はできない。
捜査画面では岡村が何かを思いついた時に話し掛けると、後にツッコミメーターが出現。タイミングよくツッコミすることにより矢部がレベルアップする。ミニゲームが増えたためゲームセンターが無くなり、カジノ、競艇、競馬ができる。カジノでコインを増やすと色々な賞品と交換できる（賞品は芸人のブロマイドやミニゲームのフリーパスで、交換するとタイトル画面から「EXTRA」モードへ行くと見ることができる）。
タイトル画面でしばらく操作せずに待つと、ランダムで色々な動画が観られる。

## ストーリー
テレビ収録後、矢部は『さんまの名探偵』を見て探偵になりたいと思い、岡村に告げる。最初は乗り気ではなかった岡村も、矢部の説得で矢部以上に乗り気になってしまう。その時、極楽とんぼの楽屋で盗難事件が発生。しかし、盗まれたのがカップラーメンだったためやる気を無くす岡村だが、戻った楽屋で自分のある宝物も無くなっていたため本格的な捜査を開始する。

## 登場キャラクター
実在のタレント
- 矢部浩之（ナインティナイン）

主人公。『さんまの名探偵』にあやかり、岡村と共に事件の捜査にあたる。
- 岡村隆史（ナインティナイン）

矢部の説得で探偵に。大興奮して矢部からツッコミを喰らう。
- 加藤浩次（極楽とんぼ）

最初の被害者。作っておいたカップラーメンを盗まれた。
- 山本圭壱（極楽とんぼ）

寝ていることが多い。
- 大平サブロー

前作に続き登場。色々なモノマネも披露し、花子と司会をしナイナイと多く共演する。スタジオだけでなく北海道や大阪、そしてハワイにも現れる。
- 山田花子

セリフが棒読み。
- 今田耕司

情報提供者として協力。
- 東野幸治

情報提供者として協力。
- トミーズ雅

ナイナイに協力し関西を捜査する。
- トミーズ健

雅と同じく良き協力者。
- 西川のりお

前作に続き登場。普段の行動は怪しいが、師匠の西川きよしからもらったバイクを盗まれているので、一応被害者となる。ちなみに相方も話の上で登場する。
- ロンドンブーツ1号2号（田村淳・田村亮）

本作に登場した芸人の中で唯一アフレコ不参加。
- ココリコ（遠藤章造・田中直樹）

ナイナイとの共演者として出演。メモ帳を盗まれる。
- 130R（板尾創路・蔵野孝洋）

情報提供者として登場。蔵野が証言すると「ブサイク」と言われる。
- 辻本茂雄

アーガイルチェックのスーツを纏ったお人好しヤクザの姿で登場。ツッコミはゲーム内“1”。
- DonDokoDon（山口智充・平畠啓史）

超!よしもと新喜劇で演じていたお人好しヤクザ辻本の子分として登場。謎の美女から西川のりおのバイクを渡されており、のりおから喧嘩を売られる羽目になる。
- Mr.オクレ

ショージと共に登場。謎の美女と付き合っているらしく…。
- 島木譲二

妻に秘密で予約していたルビーがかなり強引な手で盗まれ、ナイナイに捜査を依頼する被害者。何故か悲しみの表現を「大阪名物・パチパチパンチ」や「しまった、しまった、島倉千代子」等のギャグで表す癖がある。また、ナイナイ（特に岡村）にミニゲームでボコボコにやられる。
- 坂田利夫

事務所のパソコンを盗まれた被害者で、ナイナイに捜査を依頼する（後にパソコンはハワイで発見される）。
- 間寛平

ハワイ・ホノルルマラソンに出場していたので、ハワイ編から登場。何故か謎の美女から渡された時限爆弾のカードキーを所持しており、ゲームではかなり重要な人物。ちゃんとギャグも披露する。
- 藤井隆

クラブ・ダイアモンドに登場。オカマキャラ（99年当時）で出演し、ナイナイ（特に矢部）を困らせる。しかし岡村は乗り気になる。島木譲二が被害にあった窃盗事件に詳しい。
- 村上ショージ

オクレとの熱愛に関して興味を持つ。ナイナイ達には自慢のオンボロ車を提供する。時折寒いギャグを繰り出し、ナイナイから冷めた目で見られる事もしばしば。
- 河内家菊水丸

西川のりおの身辺を捜査している時に登場。たまたま盆踊りの営業をしていたのだが、その時の写真にのりおと謎の美女が写っており…。
- Mr.ボールド

ローディング画面に登場。Lボタン、Rボタンで、操作や、拡大・縮小が可能。
- 濱根隆（濱根・杉本）

「びっくりした〜」と振られるとワンポイントで出てくる。
- サドルマン

NGKの待合室に貼られたポスターに載っている芸人。ナイナイと同期で9期生。キャラクターとして出演はしないが、矢部のツッコミを5つ星にすると、ブロマイドカードが入手できる。
架空の人物
- 怪盗ムラサキムカデ
- 謎の美女

正体不明の美女。番組の打ち合わせに登場したり、オクレや西川のりおとデートをするという変わった人物。正体は「スーパーコルセット」という舞台用の衣装を着た山田花子だった。